# Menno de Limburg Stirum
Pour les autres membres de la famille, voir Maison de Limburg Stirum.
Le comte Menno David van Limburg Stirum, né à Wexford le 30 novembre 1807 et mort à La Haye le 22 juillet 1891, est un général et ministre néerlandais, membre de la maison de Limburg Stirum.

## Carrière
En 1832, il participa au siège de la citadelle d'Anvers, opposant les troupes néerlandaises au corps expéditionnaire français, durant la révolution belge, lors duquel un éclat lui arracha la jambe droite. 
Lors de son accession au trône en 1849, le roi Guillaume III des Pays-Bas le choisit comme son aide de camp, avant de le nommer chambellan en 1857. Il atteignit le grade de général-major en 1867.
Il fut ministre de la Guerre du royaume des Pays-Bas de 1872 à 1873.
En 1882, il fut fait lieutenant-général.

## Distinctions
- Chevalier de l'ordre du Lion néerlandais

Il fut récipiendaire de nombreuses décorations et titres honorifiques dont : croix de fer néerlandaise, chevalier de l'ordre militaire de Guillaume, chevalier de l'ordre du Lion néerlandais, grand-croix de l'ordre de la Couronne de chêne et récipiendaire de l'ordre de Saint-Vladimir de 4e classe.

## Sources
- F. de Bas. Menno David, graaf van Limburg Stirum. Militaire Spectator. Bladzijde 540-552.

- Ressource relative à la recherche :   - La France savante
- Notice dans un dictionnaire ou une encyclopédie généraliste :   - Biografisch Portaal van Nederland
- Notices d'autorité :   - VIAF
  - ISNI
  - GND
  - Pays-Bas